# Maclaudia
Maclaudia es un género monotípico perteneciente a la familia de las apocináceas con una única especie: Maclaudia felixii Venter & R.L.Verh.. Es originaria de África donde se encuentra en los bosques secos en Guinea hasta los 1000 metros de altura.

## Descripción
Son enredaderas o lianas. Las hojas son coriáceas, de 3-4 cm de largo, 1-2.5 cm de ancho, ovadas, basalmente cordadaa o truncadaa, con el ápice agudo a acuminado, adaxialmente glabra, escabrosa sobre los nervios.
Las inflorescencias son axilares, ocasionalmente dos por nodo, con muchas flores, pero solo 3-5 flores por inflorescencia abierta de forma simultánea.